# Mohammed Rahnavardi
Mohammed Hassan Rahnavardi (* 23. Juni 1927 in Täbris; † 5. September 2023) war ein iranischer Gewichtheber, Zahnmediziner und Politiker.

## Werdegang
Hassan Rahnavardi begann als Jugendlicher mit dem Gewichtheben. Seine erfolgreiche sportliche Laufbahn begann bei den Weltmeisterschaften 1949 in Scheveningen, als er im Mittelgewicht mit 340 kg im olympischen Dreikampf hinter Khadr Sayed El Touni, Ägypten und Peter George aus den Vereinigten Staaten gleich eine Medaille gewann.
In den folgenden Jahren nahm er 1950, 1951, 1954, 1955 und 1957 an den Weltmeisterschaften teil und gewann 1951 in Mailand im Leichtschwergewicht und 1955 in München im Mittelschwergewicht jeweils eine Bronzemedaille. 1957 wurde er bei den Weltmeisterschaften in Teheran sogar Vizeweltmeister im Mittelschwergewicht hinter Arkadi Worobjow aus der Sowjetunion.
1952 und 1956 startete Hassan Rahnavardi bei den Olympischen Spielen. Beide Male belegte er dabei den undankbaren 4. Platz. 1952 in Helsinki im Leichtschwergewicht und 1956 in Melbourne im Mittelschwergewicht. 1956 hatte er dabei das Pech, dass er mit 425 kg im olympischen Dreikampf die gleiche Last hob wie der Franzose Jean Debuf, aber etwas schwerer war als dieser, womit Debuf die Bronzemedaille gewann.
Im Juli 1955 vertrat er die iranischen Farben in einem Freundschaftskampf gegen die Vereinigten Staaten, der in Teheran stattfand. Er kam dabei im Mittelschwergewicht auf 415 kg und unterlag damit gegen Dave Sheppard, der 422,5 kg erzielte.
Seine letzten internationalen Meisterschaften bestritt Rahnavardi bei den Asienspielen 1958 in Tokio, wo er im Mittelschwergewicht mit 432,5 kg in überlegenem Stil den Titel gewann.
Hassan Rahnavardi absolvierte ein Medizinstudium und praktizierte als Zahnchirurg. Später war er auch politisch tätig, war Parlamentsabgeordneter, zeitweise stellvertretender Minister für Gesundheitswesen und Bildung, Gouverneur von Yazd und fünf Jahre lang Generalsekretär des Iranischen Olympischen Komitees.

## Internationale Erfolge
| Jahr | Platz | Wettbewerb               | Gewichtsklasse | Ergebnisse |
| ---- | ----- | ------------------------ | -------------- | --- |
| 1949 | 3.    | WM in Scheveningen       | Mittel         | mit 340 kg (102,5-105-132,5), hinter Khadr Sayed El Touni, Ägypten, 397,5 kg (120-120-157,5) und Peter George, USA, 385 kg (110-125-150)                                              |
| 1950 | 4.    | WM in Paris              | Mittel         | mit 360 kg (107,5-110-142,5), hinter Khadr Sayed El Touni, 400 kg (125-122,5-152,5), Peter George, 390 kg (107,5-125-157,5) und Wladimir Puschkarew, UdSSR, 385 kg (110-122,5-152,5)  |
| 1951 | 1.    | Asienspiele in New Delhi | Leichtschwer   | mit 375 kg (117,5-112,5-145), vor Cheong Kok Cheung, Singapur und Thim Han, Burma |
| 1951 | 3.    | WM in Mailand            | Leichtschwer   | mit 387,5 kg (120-115-152,5), hinter Stanley Stanczyk, USA, 402,5 kg (127,5-122,5-152,5) und Jean Debuf, Frankreich, 392,5 kg (115-122,5-155)                                         |
| 1952 | 4.    | OS in Helsinki           | Leichtschwer   | mit 402,5 kg (120-122,5-160), hinter Trofim Lomakin, UdSSR, 417,5 kg (125-127,5-165), Stanley Stanczyk, 415 kg (127,5-127,5-160) und Arkadi Worobjow, UdSSR, 407,5 kg (120-127,5-160) |
| 1954 | 5.    | WM in Wien               | Leichtschwer   | mit 395 kg (122,5-122,5-150); Sieger: Tamio Kono, USA, 435 kg (140-122,5-172,5), vor Trofim Lomakin, 427,5 kg (137,5-130-160)                                                         |
| 1955 | 3.    | WM in München            | Mittelschwer   | mit 425 kg (135-125-165), hinter Arkadi Worobjow, 455 kg (145-140-170) und Clyde Emrich, USA, 427,5 kg (132,5-130-165)                                                                |
| 1956 | 4.    | OS in Melbourne          | Mittelschwer   | mit 425 kg (140-127,5-157,5), hinter Arkadi Worobjow, 462,5 kg (147,5-137,5-177,5), Dave Sheppard, USA, 442,5 kg (140-137,5-165) und Jean Debuf, 425 kg (130-127,5,5-167,5)           |
| 1957 | 2.    | WM in Teheran            | Mittelschwer   | mit 440 kg (145-130-165), hinter Arkadi Worobjow, 470 kg (147,5-142,5-180), vor Firouz Pojhan, Iran, 427,5 kg (142,5-130-165)                                                         |
| 1958 | 1.    | Asienspiele in Tokio     | Mittelschwer   | mit 432,5 kg, vor Hwang Ho Dong, Südkorea, 390 kg und Tan Kim Bee, Malaysia, 387,5 kg                                                                                                 |

Erläuterungen
- alle Wettkämpfe im olympischen Dreikampf, bestehend aus beidarmigem Drücken, Reißen und Stoßen
- OS = Olympische Spiele, WM = Weltmeisterschaften
- Mittelgewicht, Gewichtsklasse bis 75 kg, Leichtschwergewicht, bis 82,5 kg und Mittelschwergewicht bis 90 kg Körpergewicht